# Сакадо
Сакадо (яп. 坂戸市 Сакадо-си) — город в Японии, находящийся в префектуре Сайтама. Площадь города составляет 40,97 км², население — 101 589 человек (1 августа 2014), плотность населения — 2479,59 чел./км².

## Географическое положение
Город расположен на острове Хонсю в префектуре Сайтама региона Канто. С ним граничат города Кавагоэ, Цуругасима, Хигасимацуяма, Хидака и посёлки Морояма, Кавадзима, Хатояма.

## Население
Население города составляет 101 589 человек (1 августа 2014), а плотность — 2479,59 чел./км². Изменение численности населения с 1980 по 2005 годы:
| 1980 | 77 335 чел. |  |
| 1985 | 87 586 чел. |  |
| 1990 | 95 740 чел. |  |
| 1995 | 98 221 чел. |  |
| 2000 | 97 381 чел. |  |
| 2005 | 98 964 чел. |  |

## Символика
Деревом города считается сакура, цветком — Rhododendron indicum.

## Города-побратимы
- Дотан, США (с 1988 года)